# Ctenomys thalesi
El tuco-tuco de Thales (Ctenomys thalesi) es una especie de roedor del género Ctenomys, ubicado en la familia de los tenómidos. Habita en el sur del Cono Sur de Sudamérica.

## Taxonomía
Esta especie fue descrita originalmente en el año 2020 por los zoólogos Pablo Teta y Guillermo D’ Elía.
Localidad tipo
La localidad tipo referida es: “Establecimiento La Clara, junto a RP1, en las coordenadas: 43.75298, -65.44483, departamento Rawson, Chubut, Argentina”.
Holotipo
El ejemplar holotipo designado es el catalogado como: CFA-MA 11849 (C-05400) —número original de campo de los colectores 468—; se trata de la piel, el cráneo y parte del esqueleto de un espécimen macho adulto, que fue capturado el 23 de marzo de 1999, por Mabel D. Giménez, Claudio J. Bidau, Dardo A. Marti y Martín A. Montes. Fue depositado en la Colección de Mastozoológica Félix de Azara (CFA-MA), ubicada en la ciudad de Buenos Aires, Argentina.
Etimología
Etimológicamente, el término genérico Ctenomys se construye con palabras del idioma griego, en donde: kteis, ktenos significa ‘peine’ y mys es ‘ratón’, en relación con una serie de singulares pelos, rígidos, duros y cortos, que la especie tipo del género exhibe en la parte superior de la base de las uñas de las patas traseras.
El epíteto específico thalesi es un epónimo que refiere al nombre de la persona a quien fue dedicada, el genetista brasileño Thales Renato Ochotorena de Freitas, líder de un programa de investigación centrado principalmente en las especies brasileñas del género Ctenomys, que abarca aspectos de su taxonomía, citogenética, especiación, filogeografía y genética de la conservación.

## Caracterización y relaciones filogenéticas
Ctenomys thalesi fue reconocido como resultado de análisis filogenéticos de secuencias de ADN, evaluación de la morfología (cualitativa y cuantitativa) y datos cariológicos publicados previamente. Pertenece al “grupo de especies Ctenomys magellanicus”. Respecto a las especies del grupo, C. thalesi es de tamaño pequeño; tiene el esperma asimétrico. Posee moderada diferenciación entre la coloración dorsal (amarronada-olivácea) y ventral (olivácea clara con gris en la base de los pelos). La sutura pre-maxilo-frontal se ubica ligeramente detrás de la sutura naso-frontal; el interparietal está fusionado; los arcos cigomáticos son delgados; el foramen incisivo es moderadamente corto y estrecho; la abertura inter-premaxilar es pequeña o ausente; las bullas auditivas son infladas y piriformes; los procesos para-occipitales tienen forma de abanico. La fórmula cariotípica es 2N = 28, FN= 40.

## Distribución geográfica, hábitat y estado de conservación
Esta especie de tuco-tuco es endémica del departamento Rawson, en el noreste de la provincia argentina de Chubut, en el nororiente de la región patagónica de ese país. Es conocido solo de 2 localidades cercanas a la costa atlántica, en ambiente arenoso de hábitats estepa-arbustivos: Establecimiento La Clara, sobre la RP 1 y Estancia Laguna de los Indios, sobre la RN 1.